# Cantó de Château-Renard
El cantó de Château-Renard és un cantó francès del departament de Loiret, situat al districte de Montargis. Té 10 municipis i el cap és Château-Renard.

## Municipis
- Château-Renard
- Chuelles
- Douchy
- Gy-les-Nonains
- La Selle-en-Hermoy
- Melleroy
- Montcorbon
- Saint-Firmin-des-Bois
- Saint-Germain-des-Prés
- Triguères

## Història
| Data d'elecció                           | Identitat         | Partit                               | Qualitat |
| ---------------------------------------- | ----------------- | ------------------------------------ | -------- |
| 1945-1949                                | M. Salmon         | divers gauche                        |          |
| 1949-1961                                | M. Grandidier     | SFIO, després divers gauche          |          |
| 1961-1967                                | Jean Bernard      | Divers droite                        |          |
| 1967-1979                                | Pierre Belleteste | Divers gauche, després divers droite |          |
| 1979-2005                                | Jean-Charles Paré | RPR, després UMP                     |          |
| 2005-                                    | Michel Raigneau   | Divers droite                        |          |
| les dades anteriors no són pas conegudes |                   |                                      |          |
|                                          |                   |                                      |          |

## Demografia
| A partir de 1990: Població sense dobles comptes |